# Nižná Pisaná
Nižná Pisaná, russinisch Нижня Писана/Nyschnja Pysana (bis 1927 slowakisch „Nižná Pisana“; ungarisch Alsóhímes – bis 1907 Alsópiszana) ist eine Gemeinde im Nordosten der Slowakei mit 75 Einwohnern (Stand 31. Dezember 2024), die im Okres Svidník, einem Kreis des Prešovský kraj, sowie in der traditionellen Landschaft Šariš liegt.

## Geographie

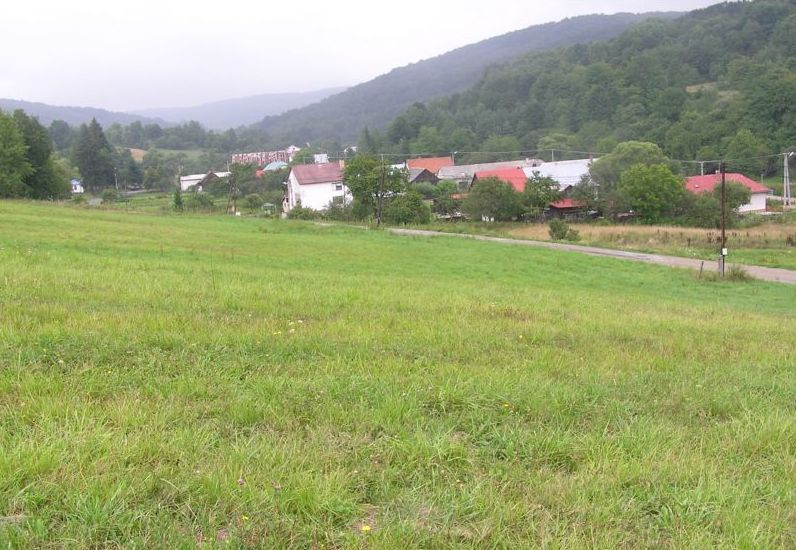
Nižná Pisaná

Die Gemeinde befindet sich in den Niederen Beskiden im Bergland Ondavská vrchovina, im Tal des Baches Kapišovka im Einzugsgebiet der Ondava, unweit der Staatsgrenze zu Polen. Das Ortszentrum liegt auf einer Höhe von 320 m n.m. und ist 10 Kilometer von Svidník entfernt (Straßenentfernung).
Nachbargemeinden sind Vyšná Pisaná im Norden, Korejovce im Osten, Dobroslava im Südosten, Kružlová im Süden und Südwesten, Svidnička im Westen und Dlhoňa im Nordwesten.

## Geschichte
Nižná Pisaná entstand in der Herrschaft von Makovica zwischen 1573 und 1598 und wurde zum ersten Mal 1600 als Also Pisana schriftlich erwähnt.
1787 hatte die Ortschaft 29 Häuser und 187 Einwohner, 1828 zählte man 40 Häuser und 326 Einwohner, die als Landwirte, Schaf- und Viehzüchter tätig waren. Im 19. Jahrhundert war das Dorf Besitz der Familie Neviczky. Um die Mitte des 19. Jahrhunderts wanderten Einwohner in beträchtlichem Maße aus. Während der Winterschlacht in den Karpaten um die Jahreswende 1914/15 wurde der Ort bei Gefechten zwischen österreichisch-ungarischen und russischen Truppen beschädigt.
Bis 1918 gehörte der im Komitat Sáros liegende Ort zum Königreich Ungarn und kam danach zur Tschechoslowakei beziehungsweise zur heutigen Slowakei. Vom 25. bis zum 27. Oktober 1944, als Teil der Ostkarpatischen Operation, fand in und um Nižná Pisaná eine Panzerschlacht statt, deshalb trägt das Tal den Beinamen Údolie smrti (Tal des Todes). Nach dem Zweiten Weltkrieg pendelte ein Teil der Einwohner zur Arbeit in Industriegebiete in Svidník und Košice, im Ort waren die Einwohner als Waldarbeiter beschäftigt.

## Bevölkerung
| Jahr                | 1994 | 2004     | 2014  | 2024     |
| ------------------- | ---- | -------- | ----- | -------- |
| Anzahl der Personen | 88   | 100      | 86    | 75       |
| Unterschied         |      | +13,63 % | −14 % | −12,79 % |

| Jahr                | 2023 | 2024    |
| ------------------- | ---- | ------- |
| Anzahl der Personen | 78   | 75      |
| Unterschied         |      | −3,84 % |

Gemäß der Volkszählung 2011 wohnten in Nižná Pisaná 92 Einwohner, davon 62 Slowaken, 24 Russinen und vier Ukrainer. Zwei Einwohner machten keine Angabe zur Ethnie.
40 Einwohner bekannten sich zur griechisch-katholischen Kirche, 30 Einwohner zur orthodoxen Kirche und 15 Einwohner zur römisch-katholischen Kirche. Zwei Einwohner waren konfessionslos und bei fünf Einwohnern wurde die Konfession nicht ermittelt.

## Bauwerke und Denkmäler
- griechisch-katholische Erzengel-Michael-Kirche im neoklassizistischen Stil aus dem Jahr 1913[6]
- Denkmal an die Ostkarpatische Operation, ausgestellt sind zwei sowjetische Panzer T-34 und drei Haubitzen

## Verkehr
Durch Nižná Pisaná verläuft die Cesta III. triedy 3539 („Straße 3. Ordnung“) von Kapišová heraus und weiter nach Vyšná Pisaná.